# Analityczna teoria prawa
Analityczna teoria prawa (także analityczna filozofia prawa) – powstały w XX wieku nurt teorii i filozofii prawa, bazujący na twierdzeniach i metodach filozofii analitycznej. Uważana jest za kontynuatorkę pozytywizmu prawniczego.
Analityczną teorię prawa cechuje skupienie na drobiazgowej analizie pojęć i zwrotów języka prawnego i prawniczego, schematów rozumowań i argumentacji prawniczej, niechęć do spekulacji metafizycznej oraz skupienie na kwestiach metodologicznych. Często sięga też po narzędzia logiki prawniczej. 
W ścisłym znaczeniu analityczna teoria prawa jest badaniem prawa jako zjawiska językowego i jest kontynuatorką myśli George'a Edwarda Moore'a, Ludwiga Wittgensteina i Bertranda Russella. Niekiedy nazwa ta odnoszona jest jedynie do anglosaskiego obszaru kulturowego i charakterystycznej dla niego tradycji zapoczątkowanej przez Jeremy'ego Benthama i Johna Austina. Ta anglosaska tradycja odróżniana jest od kontynentalnej teorii i filozofii prawa i nosi nazwę analitycznej jurysprudencji. Jej najważniejszym przedstawicielem był Herbert Hart.
W szerokim znaczeniu termin analityczna teoria prawa odnosi się do wszystkich teoretyków i filozofów, czerpiących z filozofii analitycznej. Związek ten jest często jednak dość luźny i ogranicza się do prawniczych zastosowań metod filozofii analitycznej (analizy logiczno-językowej). Taka analityczna teoria prawa jest szeroko rozpowszechniona i jest dominującym stanowiskiem w polskiej teorii prawa.